# (31340) 1998 KW53
1998 كي دابليو 53 (ويعرف أيضًا باسم (31340) 1998 كي دابليو 53 وفق تسمية الكوكب الصغير) (بالإنجليزية: 1998 KW53)‏ هو كويكب ضمن حزام الكويكبات؛ وترتيبه 31340 من حيث الاكتشاف.
اكتُشف هذا الجُرم الفلكي بواسطة بحث لنكولن عن الكويكبات القريبة من الأرض في 23 مايو 1998.

## وصلات خارجية
- (31340) 1998 KW53 في قاعدة بيانات مختبر الدفع النفاث لأجرام النظام الشمسي الصغيرة

- الاكتشاف · مخطط المدار ·  العناصر المدارية · المعلمات المادية

- (31340) 1998 KW53 على موقع ويكي سكاي: DSS2, SDSS, GALEX, IRAS, Hydrogen α, X-Ray, Astrophoto, Sky Map, Articles and images